# ShKAS (機関銃)
ShKAS（ロシア語: ШКАС）は、1930年代-第二次世界大戦にかけてソ連の軍用機に搭載された7.62mm機関銃である。ボリス・シュピタリヌイとイリナルフ・コマリツキーが設計し、1934年から量産された。名称は「シュピタリヌイ・コマリツキー航空速射機関銃」を意味するロシア語Шпитальный-Комарицкий Авиационный Скорострельный（ラテン文字表記の例：Shpitalny-Komaritski Aviatsionny Skorostrelny）の頭文字に由来する。
派生型として、口径を20mmに拡大したShVAKがある。

## 概要
ShKASは、ガス圧作動方式の機関銃である。回転式の弾薬キャリアにベルトで給弾し、高い発射速度を実現している。反動で後退する部分の重量は921gと軽量である。ShKASの有用性は、N.M.エリザロフが開発した徹甲弾と着火弾によって大きく高められた。最初にケーブル給弾式の翼内装備型と銃塔装備型が生産され、1936年にはプロペラ同調型も採用された。
1939年、発射速度を毎分3,000発に高めた改良型が少数製造されたが、故障が多く、限定的な使用にとどまった。
4基のShKASを装備したI-153やI-16が1秒間の射撃を行った場合、射距離400mで15ミルの範囲に120発の弾丸を投射することができる。これは、1m²に5発の弾幕に相当する。この値は、当時の他国の戦闘機より優れていた。4基のShKASの重量が1つの銃につき650発の弾薬を含めても160kgに過ぎないことも利点だった。
ShKASは、1930年代後半のソ連軍用機の主力武装であり、第二次世界大戦中も12.7mm UB重機関銃や20mm ShVAK機関砲と併用された。しかし、航空機の防弾性強化の流れの中で威力不足となり、大戦後は姿を消した。